# شای لیونات
شای لیونات (به انگلیسی: Shai Livnat) (زادهٔ ۱۹۸۴) شناگر اهل اسرائیل است.